# Burg Bachberg
Die Burg Bachberg ist eine abgegangene Turmhügelburg (Motte) in Frankfurt-Preungesheim in Hessen. Von der Anlage ist ein Teil des Burghügels auf einem Spielplatz erhalten.

## Lage
Die Burganlage befindet sich nordwestlich des Preungesheimer Ortskerns am Rande der Niederung des Flutgrabens (auch Oberwiesengraben oder Lachegraben). Weiter nordwestlich schließt sich ein Feuchtwiesengebiet an. Bis 1899 befand sich in unmittelbarer Nachbarschaft noch ein kleiner Weiher. Heute ist die Anlage eingezwängt zwischen der Gießener Straße und der Wohnsiedlung Am Bachberg.

## Geschichte
Über die Burganlage liegen nur wenig aussagekräftige Quellen vor. Man hielt sie zunächst für einen Grabhügel nahe einer römischen Straße, die weiter nördlich die Nidda am Ulmenrick überquerte. Eine Notiz über Preungesheim von 1410 bezieht sich wahrscheinlich auf den Bachberg, wo es heißt: da vorcieten die Burg gestanden hat. Der Ort selbst wird 772 erstmals in einer Schenkungsurkunde an das Kloster Lorsch erwähnt. Ritter von Preungesheim sind seit 1143 belegt. Möglicherweise gehörte die Burg zu einem freien Grundbesitz aus fränkischer Zeit.

## Anlage
Von der Mottenanlage ist heute ein Hügel von 20 × 35 m erhalten. Seine westliche Hälfte wurde bereits 1845 abgetragen, er besaß ursprünglich eine ovale Form mit einer Breite von 80 m. Der Preungesheimer Pfarrer Junghans ließ 1888 Grabungen an dem Hügel durchführen, die aber weitgehend ergebnislos blieben. Funde verschiedener Ascheschichten und von Keramik führten zu der Annahme, dass es sich um eine Burg handeln müsse. Weitere Aussagen, etwa zur Datierung der Anlage, waren nicht möglich. Nach der Angabe von Georg Wolff, der die Anlage 1895 und 1900 besuchte, war der Hügel zu dieser Zeit noch bis zu 5 m Höhe erhalten.